# ジェームズ・ローレンス
ジェームズ・ローレンス（1992年8月22日 - ）はウェールズのサッカー選手。ポジションはDF。1.FCニュルンベルク所属。

## 経歴
2014年8月13日、ASトレンチーンに加入した。
2018年8月29日、RSCアンデルレヒトに加入した。しかし、2019年5月にヴァンサン・コンパニが選手兼監督に就任すると、ポジションが被ることから8月22日にFCザンクトパウリに期限付き移籍した。
2020年10月1日、ザンクトパウリに完全移籍した。
2022年7月22日、1.FCニュルンベルクに移籍した。

### 代表歴
2018年11月5日、ウェールズ代表に初招集され、2019年5月24日にA代表デビューを果たした。